# 鬼頭勝治
鬼頭 勝治（きとう かつじ、1924年5月28日 - 没年不明）は、愛知県名古屋市南区野立町出身の元プロ野球選手（外野手）。
鬼頭数雄（元ライオンなど）、鬼頭政一（元近鉄など）はいずれも実兄に当たる。

## 来歴・人物
高校野球界の名門・中京商業（現・中京大学附属中京高等学校）の出身だが、兄達（数雄や政一〈ただし東京都の日大三出身〉）と違い、甲子園出場は果たせなかった。
中京商卒業後の1944年に、南海軍に入団。首位打者獲得経験のある数雄の弟と言うことで、開幕当初は期待されたが、徐々に打撃力の無さが露呈し、出場機会は減少していった（守備はまずまずだったようで、失策ゼロに抑えている）。結局1944年限りで現役引退した。

## 詳細情報

### 年度別打撃成績
| 年 度     | 球 団         | 試 合 | 打 席 | 打 数 | 得 点 | 安 打 | 二 塁 打 | 三 塁 打 | 本 塁 打 | 塁 打 | 打 点 | 盗 塁 | 盗 塁 死 | 犠 打 | 犠 飛 | 四 球 | 敬 遠 | 死 球 | 三 振 | 併 殺 打 | 打 率 | 出 塁 率 | 長 打 率 | O P S |
| --------- | ------------- | ----- | ----- | ----- | ----- | ----- | -------- | -------- | -------- | ----- | ----- | ----- | -------- | ----- | ----- | ----- | ----- | ----- | ----- | -------- | ----- | -------- | -------- | ----- |
| 1944      | 南海 近畿日本 | 19    | 46    | 38    | 3     | 5     | 1        | 0        | 0        | 6     | 1     | 1     | 0        | 1     | --    | 7     | --    | 0     | 9     | --       | .132  | .267     | .158     | .425  |
| 通算：1年 | 通算：1年     | 19    | 46    | 38    | 3     | 5     | 1        | 0        | 0        | 6     | 1     | 1     | 0        | 1     | --    | 7     | --    | 0     | 9     | --       | .132  | .267     | .158     | .425  |

- 南海（南海軍）は、1944年途中に近畿日本（近畿日本軍）に球団名を変更

### 背番号
- なし （背番号制が廃止された1944年シーズンのみ在籍したため）